# Sohrab

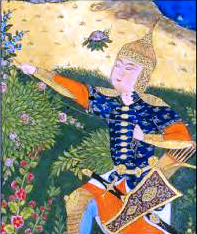
Sohrab in Shahnameh

Sohrab is een personage uit de Shahnameh van de dichter Ferdowsi uit de 10e eeuw. Hij is de zoon van de grote Perzische held Rostam en prinses Tahmineh. Hij wordt op tragische wijze door zijn eigen vader gedood.
Tijdens zijn slaap nemen Turkse ruiters Rostams paard Rakhsh mee. Wakker geworden gaat Rostam naar Samangan (Aybak in Samangan), waar hij door de koning, Samanganshah, wordt ontvangen. Hij blijft er te gast en 's nachts komt Tamineh, de koningsdochter, in zijn kamer. Ze belooft hem Rakhsh te vinden en wil een zoon van hem, omdat ze zoveel roemrijke verhalen over hem heeft gehoord. 's Morgens geeft hij haar de armband die hij om zijn bovenarm droeg en als ze een zoon baart moet hij de armband ook zo dragen. Zijn paard is inmiddels gevonden en Rostam vertrekt.
Negen maanden later bevalt Tahmineh van een zoon en noemt hem Sohrab (Helder Gezicht). Als hij tien jaar oud is, vertelt ze hem dat hij de zoon van Rostam is. Sohrab wil zijn vader op de Perzische troon van Kavus zetten en bovendien Afrasyab van Turan verslaan. Hij verzamelt een leger om zich heen. Afrasyab wil vader en zoon tegen elkaar uitspelen en stuurt een leger van twaalfduizend man onder het bevel van Barman en Human naar Sohrab. Sohrab leidt zijn grote leger naar de Witte Burcht van Hejir en overwint Hejir in een gevecht van man tot man. Gordafarid, de dochter van Gazhdaham, kleedt zich als krijger en daagt Sohrab uit. Ze raakt gewond, maar weet weer binnen de burcht te komen. 's Nachts stuurt Gazhdaham een brief naar Kavus en Kavus stelt Rostam op de hoogte. Sohrab neemt de Witte Burcht in.
Rostam verwacht niet dat de jonge Turkse held zijn zoon is. Hij is volgens hem nog veel te jong. Rostam komt met honderdduizend Perzische krijgers bij de Witte Burcht en gaat als Turk verkleed in de stad een kijkje nemen. Hij doodt er Zhendeh-Razm, die hem vroeg wie hij was en keert naar het kamp terug. Sohrab vraagt aan Hejir om hem de Perzische leiders te noemen. De banier met een draak en een leeuw in de top van de staf is van Rostam, maar Hejir vertelt dat het de banier van een heer uit Tartarije is. Hejir wil namelijk voorkomen dat Sohrab met Rostam de strijd aanbindt. Hij vreest dat Rostam door Sohrab zou kunnen worden verslagen. Sohrab is verdrietig dat zijn vader niet in het Perzische leger aanwezig is.
Op het slagveld ontmoeten Sohrab en Rostam elkaar, van elkaar niet wetend wie ze zijn. Sohrab vraagt op de man af of zijn tegenstander Rostam is, maar Rostam ontkent. Op de tweede dag werkt Sohrab zijn vader tegen de grond en trekt zijn dolk om hem het hoofd af te slaan. Rostam verzint een list en zegt dat het niet volgens de wet is om iemand het hoofd af te slaan als hij voor de eerste maal geveld is. Dat mag pas bij de tweede keer. Sohrab trapt er in. Maar nu haalt Rostam zijn zoon onderuit en steekt hem zijn dolk in het hart. Sohrab wijst op de band om zijn arm en zegt dat z'n vader hem zal wreken. Rostam begrijpt wat hij heeft gedaan: hij heeft zijn eigen zoon gedood. Sohrab vraagt hem niet tegen de Turken op te treden, omdat ze enkel om hem naar Perzië zijn gekomen. Rostam wil zichzelf het leven ontnemen, maar wordt er van weerhouden door de edelen Tus, Gudarz en Gostaham. Rostam vraagt nu om het elixer dat alle wonden geneest (Noush Daru) uit Kavus' schatkist. Maar Kavus weigert en op weg naar de koning krijgt Rostam het bericht, dat zijn zoon is overleden. Met het lichaam van zijn zoon keert Rostam terug naar z'n vader Zal-Dastan in Sistan in Zavolestan (Zabul).

## Overeenkomst
Het verhaal van een tragische strijd tussen vader en zoon wordt ook verteld in het epos van de Duitse Hildebrand en Hadubrand, Ierse Cú Chulainn en Connla en Russische Ilja Moeromets en Sokoljniek.